# ジョージ・フレデリック・ワッツ
ジョージ・フレデリック・ワッツ、OM（英: George Frederic Watts、あるいはGeorge Frederick Watts, 1817年2月23日 - 1904年7月1日）は、イギリス・ヴィクトリア朝時代の画家、彫刻家。象徴主義運動にかかわった。
ワッツを有名にしたのは、『希望』（1885年 ）、『愛と人生』といった寓意的な作品である。これらの絵画は、人生の感情や願望を普遍的な象徴的言語で表現しようとした「House of Life」と呼ばれる、画期的な象徴主義の連作ソネットを絵画化しようとしたものである。

## 生涯

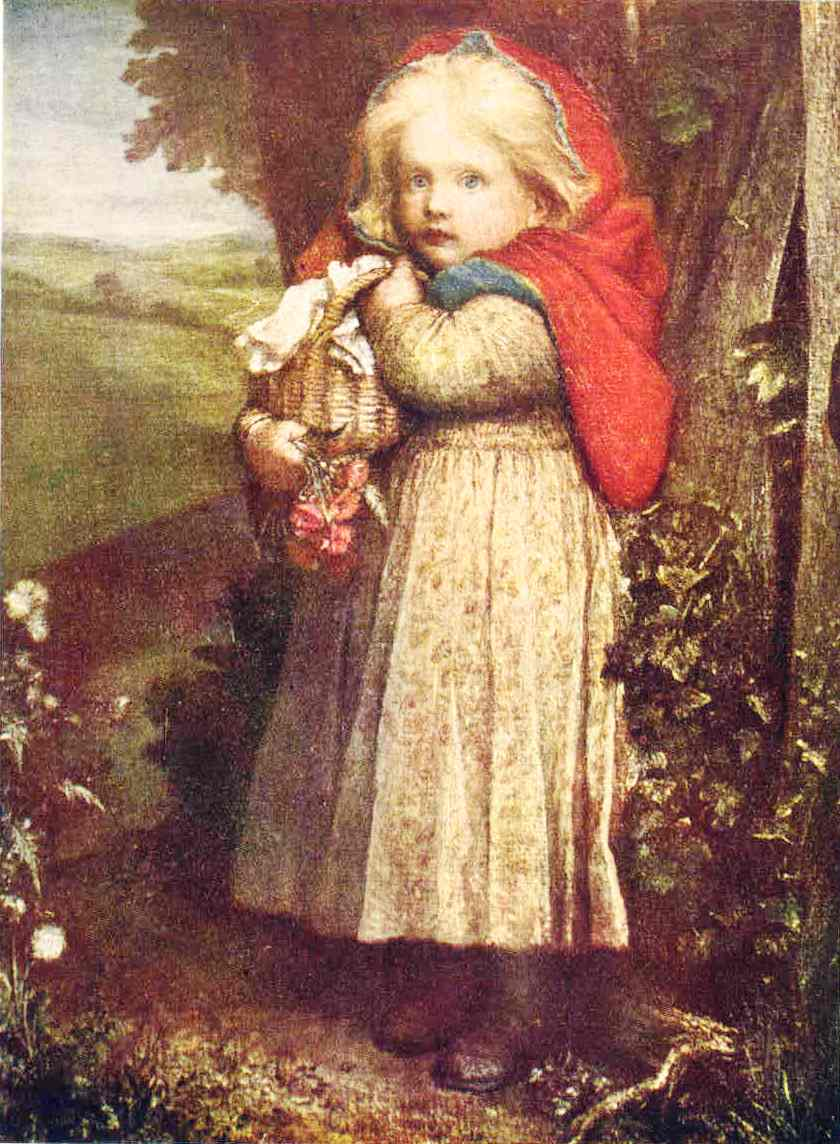
『赤ずきん』
バーミンガム美術館

ワッツはロンドンのメリルボーンで生まれた。貧しいピアノ職人の息子で、繊細な子供だった。非常に早い時期からその才能を示し、10歳からウィリアム・ベーネスに彫刻を習いだし、18歳でロイヤル・アカデミー・オブ・アーツに入学した。1843年、再建中のウェストミンスター宮殿の壁画デザインのコンテストに応募した『Caractacus』と題されたスケッチが世間の目にとまった。議会が妥当と考える、愛国的なテーマの物語体の絵を求めたこのコンテストで、ワッツは最初の賞を獲得した。結局はウェストミンスター宮殿の装飾にほとんど貢献することはなかったが、この時からワッツは、人間の精神的かつ社会的進化を描いた壁画に覆われた建物のヴィジョンを心に思い描くことになった。
1840年代の中頃に、ワッツはイタリアを訪問して、ミケランジェロのシスティーナ礼拝堂、ジョットのスクロヴェーニ礼拝堂に強い霊感を受けた。イギリスに戻ったワッツは、自分の壁画を描けるような建物を探したが手に入れることは出来なかった。その結果、ワッツの作品のほとんどは従来通りの油絵で、そのいくつかは『House of Life』の研究として意図されたものだったというわけである。1850年、インド帰りの高官ヘンリー・トービー・プリンセプの妻セーラ・プリンセプの招きで彼女の住まいリトル・ホランド・ハウスに居候し、20年以上暮らすことになる。

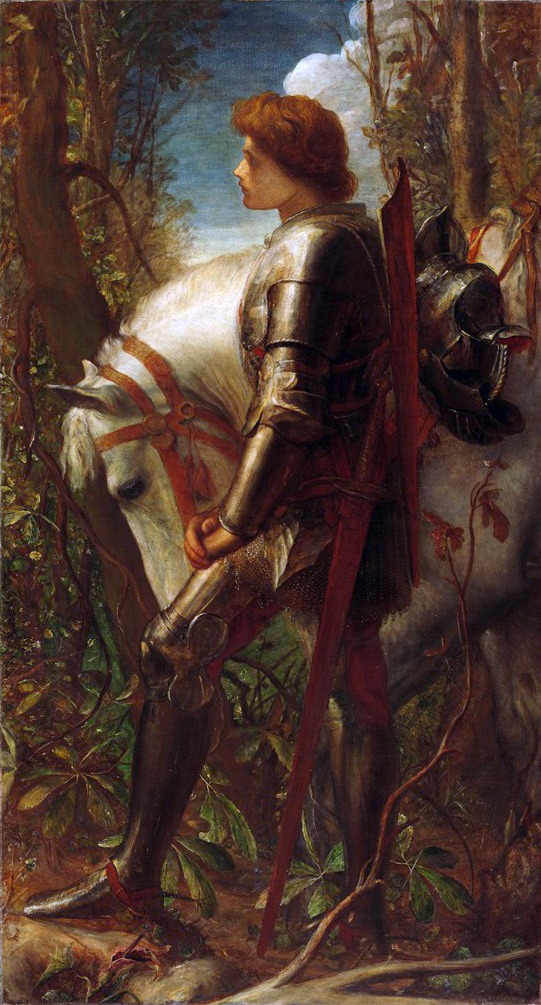
『サー・ガラハッド』（1888年）
油彩、カンヴァス

1860年代のワッツの作品は、強調された感覚の喜びと豊かな色彩を持ったものが多く、ロセッティの影響が濃いように見受けられる。ワッツの若き妻、女優のエレン・テリーの肖像画（1864年）もそうした絵の1つである。1864年2月20日に2人は結婚したが、エレンは17歳の誕生日の7日前で、年の差は30歳近くあった。しかし、結婚から1年も経たないうちに、エレンは別の男と駆け落ちした。ワッツはエレンと離婚することになるが、その手続きを済ませるのに1877年までかかった。1886年にワッツはスコットランドのデザイナーで陶芸家のメアリー・フレイザー＝タイトラーと再婚したが、69歳のワッツに対してメアリーは36歳で、この時も年の差は開いていた。
ワッツとロセッティおよび耽美主義運動との関係は、1870年代になって変わっていく。ワッツの絵は、生命の不確かさ・はかなさ同様に、生命と進化のダイナミックなエネルギーを表現すべく、古典主義とだんだん結びついていくのだが、その絵は画家の興奮と当惑を隠すことはできなかった。これらの作品の中には『House of Life』の改訂版もあった。比較宗教学の提唱者フリードリヒ・マックス・ミュラーの影響も受けた。ワッツは、近代科学の（とくにダーウィニズムの進化論）とスピリチュアルな概念を統合させて、「（世界の）民族神話」の進化を辿りたいと望んだ。
1881年、ワッツはロンドンに移り住んで、ケンジントン、リトル・ホランド・ハウスの家に工房を作った。ワッツの画期的な絵は、友人たちや社会改良家サミュエル・オーガスタス・バーネットによって、ホワイトチャペル・ギャラリーで展示された。ヴィクトリア女王から准男爵授爵の話があったが辞退して、1891年、サリー州ギルフォードの南にあるコンプトン近郊の「Limnerslease」という家に引っ越した。
Limnersleaseに移った後、ワッツと新妻メアリーは、家のすぐ近くにあった建物をワッツ・ギャラリーに改築することにした。ワッツの作品のみを展示する美術館で、1人の美術家のためだけに建てられたギャラリーは、イギリスでは最初（現在でも唯一）のものだった。ギャラリーは1904年4月にオープンしたが、まもなくしてワッツは死去した。メアリーは隣接するワッツ位牌堂もデザインした。テート・ギャラリーにも多くのワッツの絵がある。象徴主義の絵を1897年に18点、1900年にさらに3点、ワッツ自ら寄贈したものである。ワッツは1867年にロイヤル・アカデミーの会員に選ばれ、1902年にはメリット勲章を授与された。

## 作品と評価

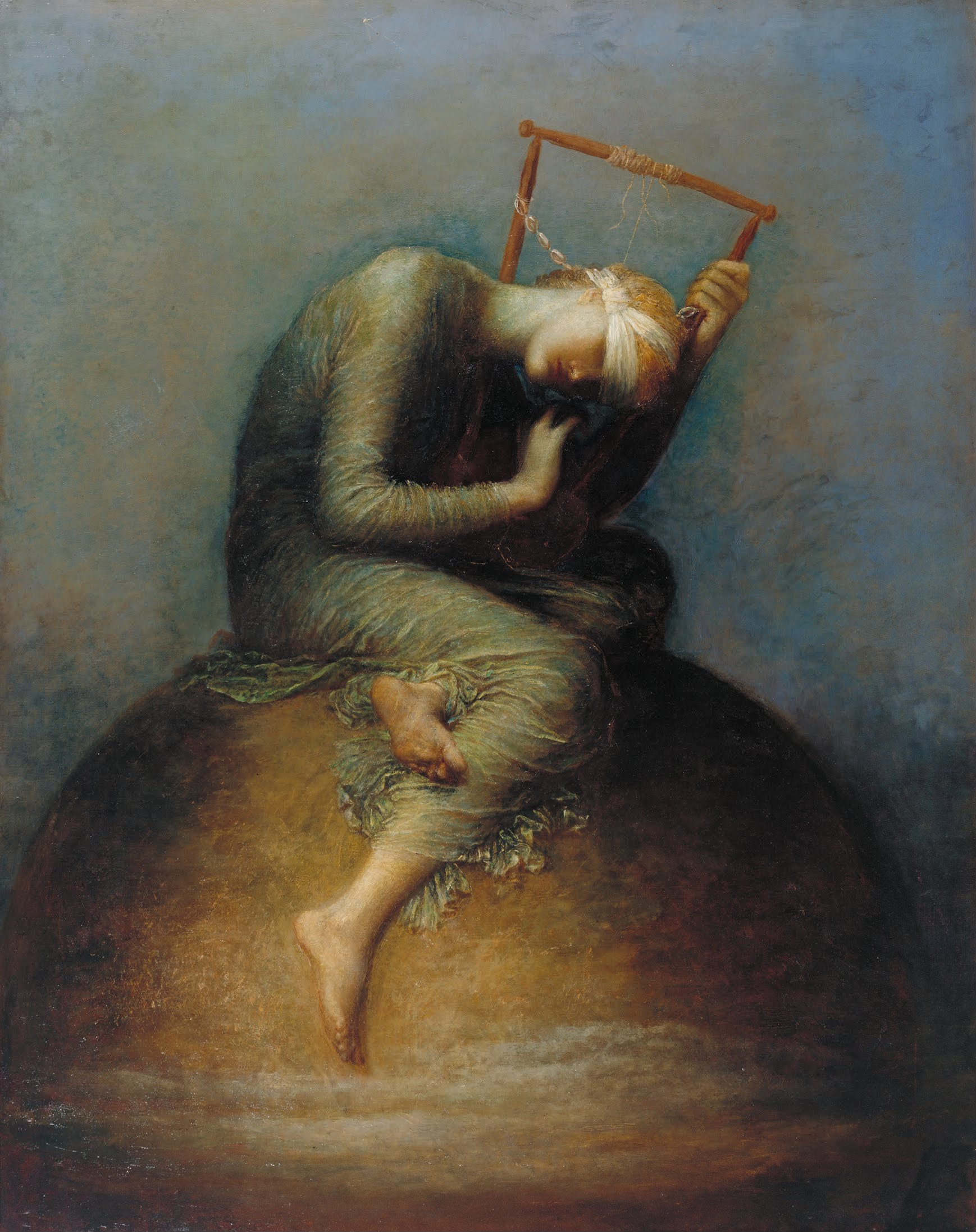
『希望』（1897年）

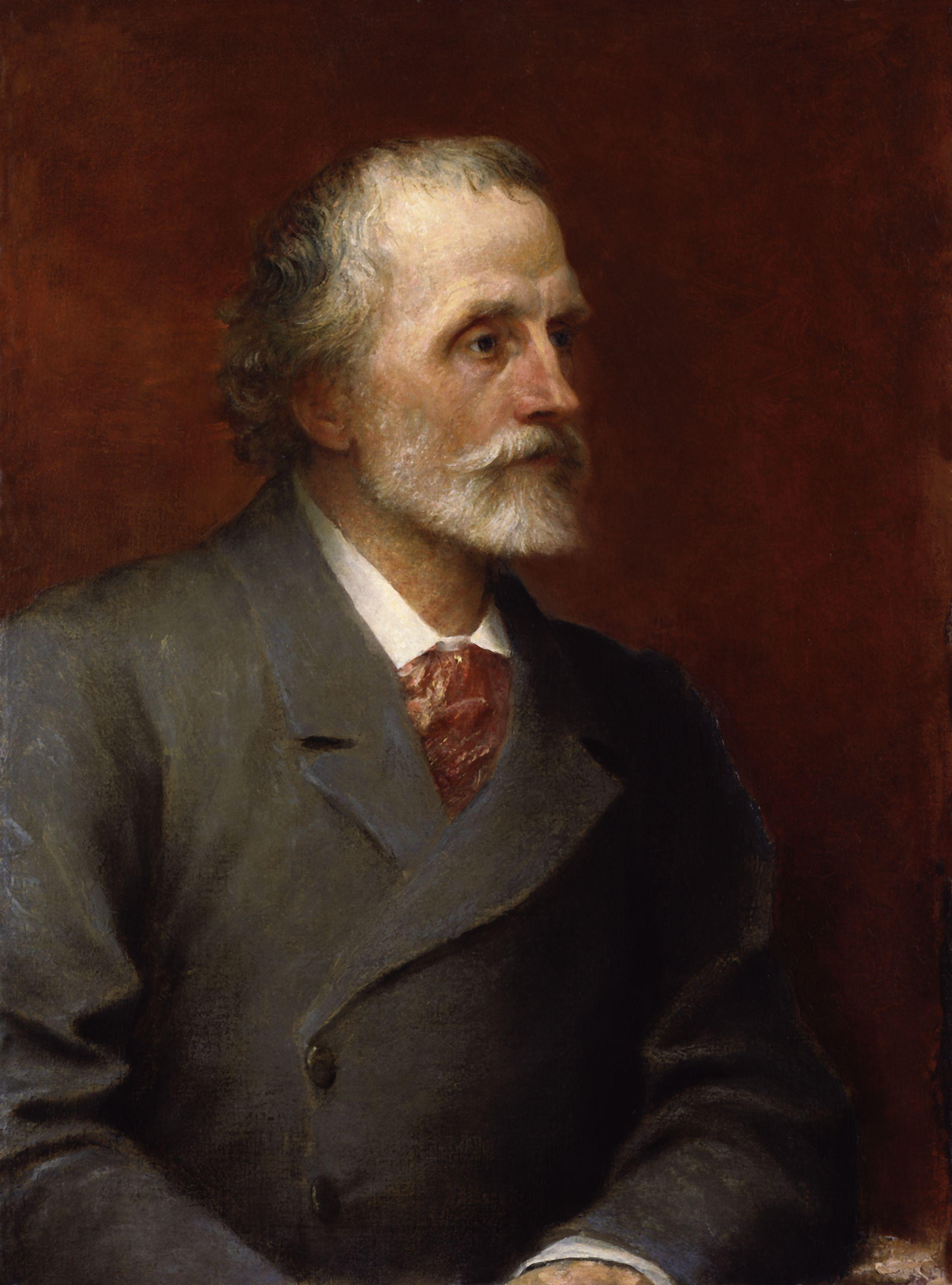
『ジョージ・メレディスの肖像』（1893年）

後期の絵になると、ワッツの創作の目標は神秘的なイメージに変わってゆく。たとえば、抽象画に先鞭をつけたような1902年の『The Sower of the Systems』がそうである。この絵の中の、星雲と星雲の活発なパターンの中にかろうじて見えるものは「神」である。ワッツの後期作品のいくつかは、ピカソの「青の時代」の作品を予言したかのように見える。
ワッツは肖像画家としても尊敬された。ワッツの肖像画に描かれた男女は、当時の重要な人物たちで、「名誉の家（House of Fame）」を作る目的があった。多くのワッツの肖像画が現在ナショナル・ポートレート・ギャラリーに所蔵されている。1895年に17点が寄贈され、その後さらに30点以上が加えられた。肖像画を描くうえで、ワッツは秩序だった安定性と動作の力の間に緊張感を持たせることに勤めた。さらにワッツは、モデルの顔に浮かんだ緊張と我慢の表れを強調することでも注目に値した。モデルの中には、第2代準男爵チャールズ・ディルク、トーマス・カーライル、ウィリアム・モリスらがいた。

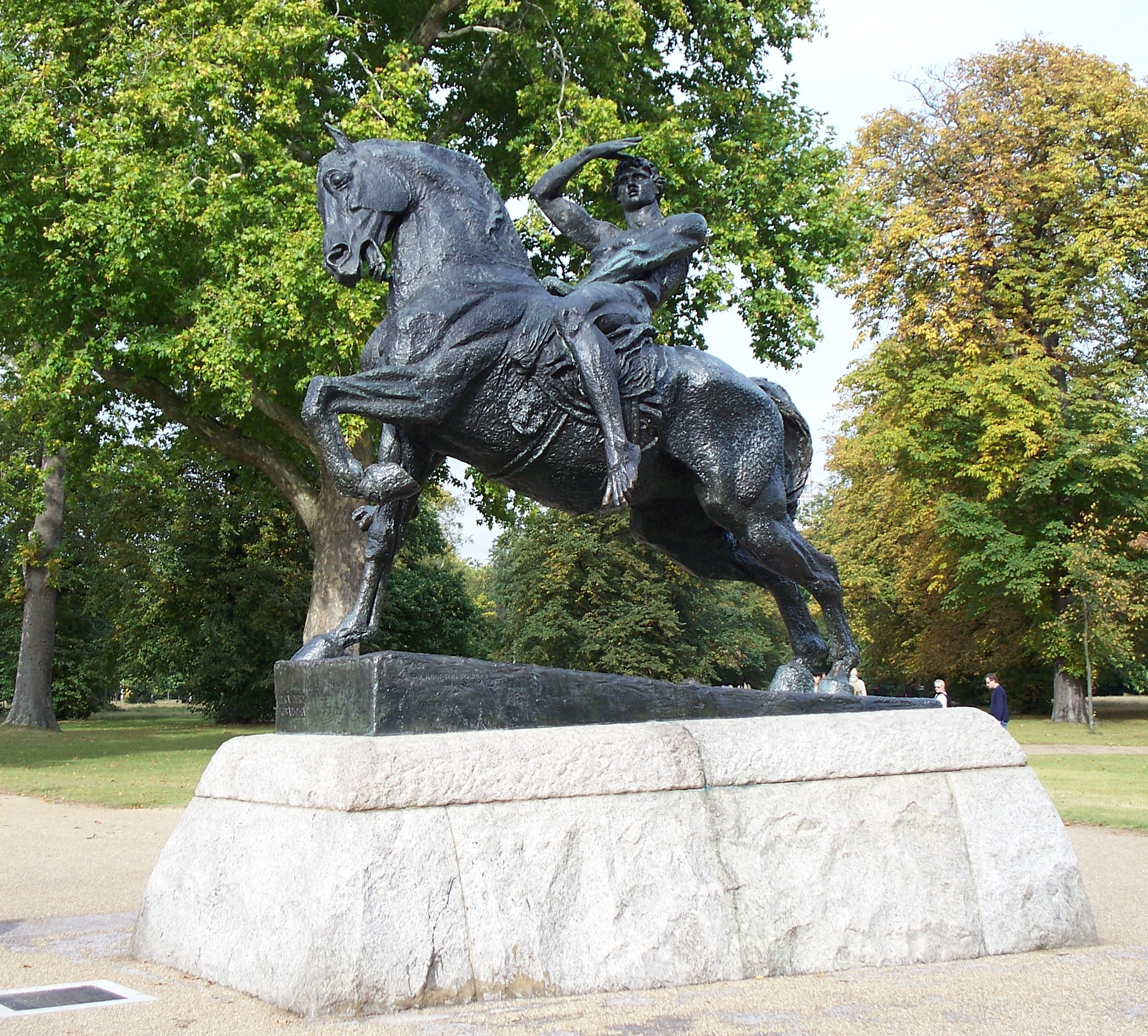
『フィジカル・エネルギー』ロンドン、ケンジントン・ガーデンズ

晩年、ワッツは彫刻も作った。その中でも最も有名な作品が、巨大なブロンズ像『フィジカル・エネルギー』である。馬上の裸の男が、手を庇にして太陽を遮り、前方を見ている。当初それは、ムハンマド （マホメット）、アッティラ、ティムール、チンギス・ハーンに捧げられるはずだった。自然のままのエネルギシュな権力への意志を象徴化するつもりだったのだ。結局、この彫刻は大英帝国主義者のセシル・ローズに捧げられることになり、鋳造した1体は南アフリカ共和国ケープタウンのローズ・メモリアルに設置された。ワッツのエッセイ『Our Race as Pioneers（開拓者としての我が民族）』で大英帝国主義支持を表明していて、ワッツはそれが進歩的な力になると信じていた。鋳造物のもう1体はロンドンのケンジントン・ガーデンズで、サーペンタイン池の北西を見下ろしている。
ワッツが死んですぐに、ワッツを敬ういくつかの伝記が書かれた。しかし、モダニズムの台頭でワッツの名声は失墜してしまった。ヴァージニア・ウルフは、喜劇『フレッシュウォーター』でワッツを皮肉に描写した。ワッツ・ギャラリーの元館長ウィリフリッド・ジャスパー・ウォルター・ブラントが1975年に書いた伝記『England's Michelangelo（イングランドのミケランジェロ）』も、ワッツにとっては失礼きわまりないものだった。死後1世紀を経てようやく、ワッツの生涯と作品を建設的に研究したヴェロニカ・フランクリン・グールド『G.F. Watts: The Last Great Victorian（G・F・ワッツ：最後の偉大なヴィクトリア朝時代人』が出版された。

## ギャラリー

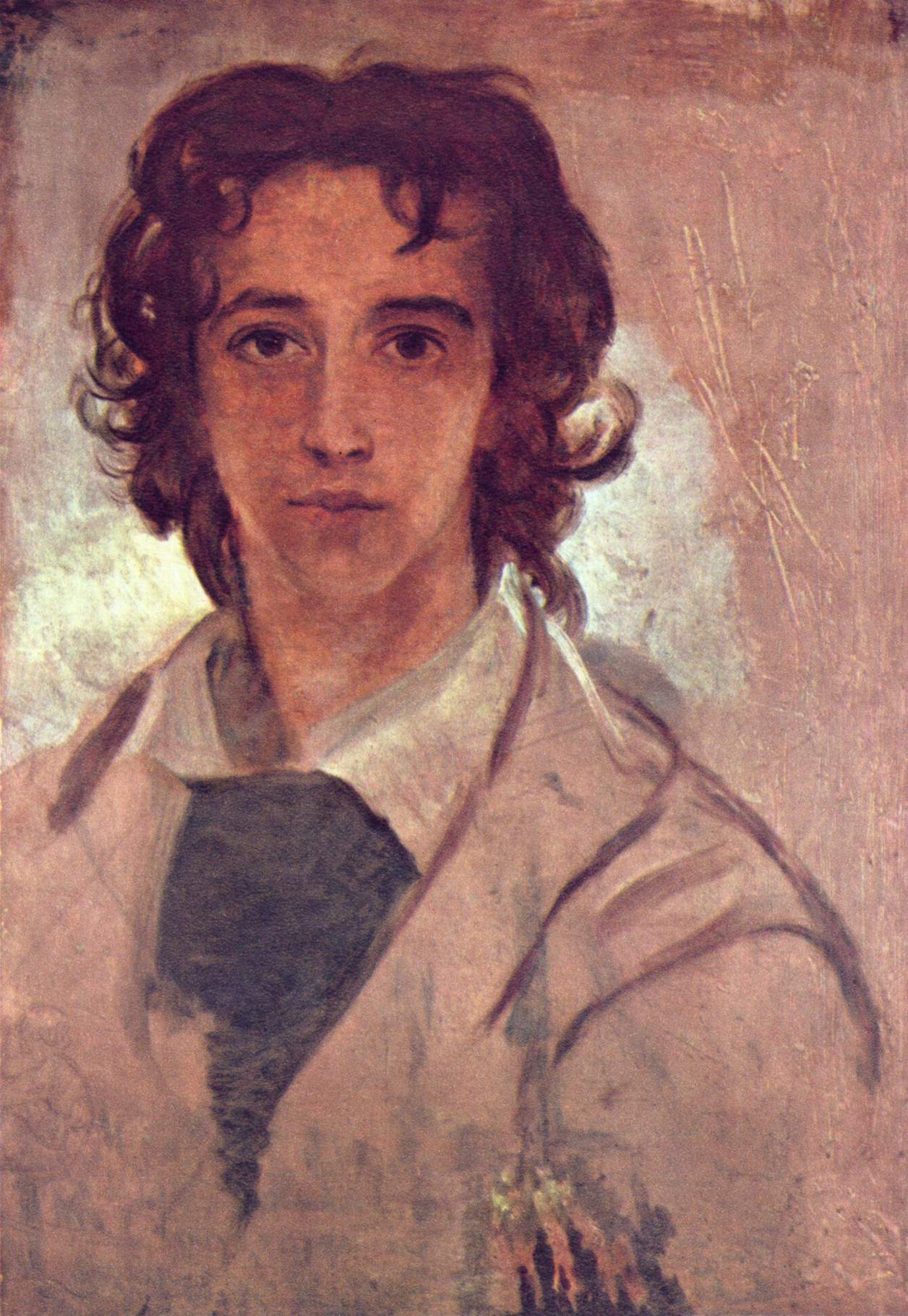
『自画像』1834年頃
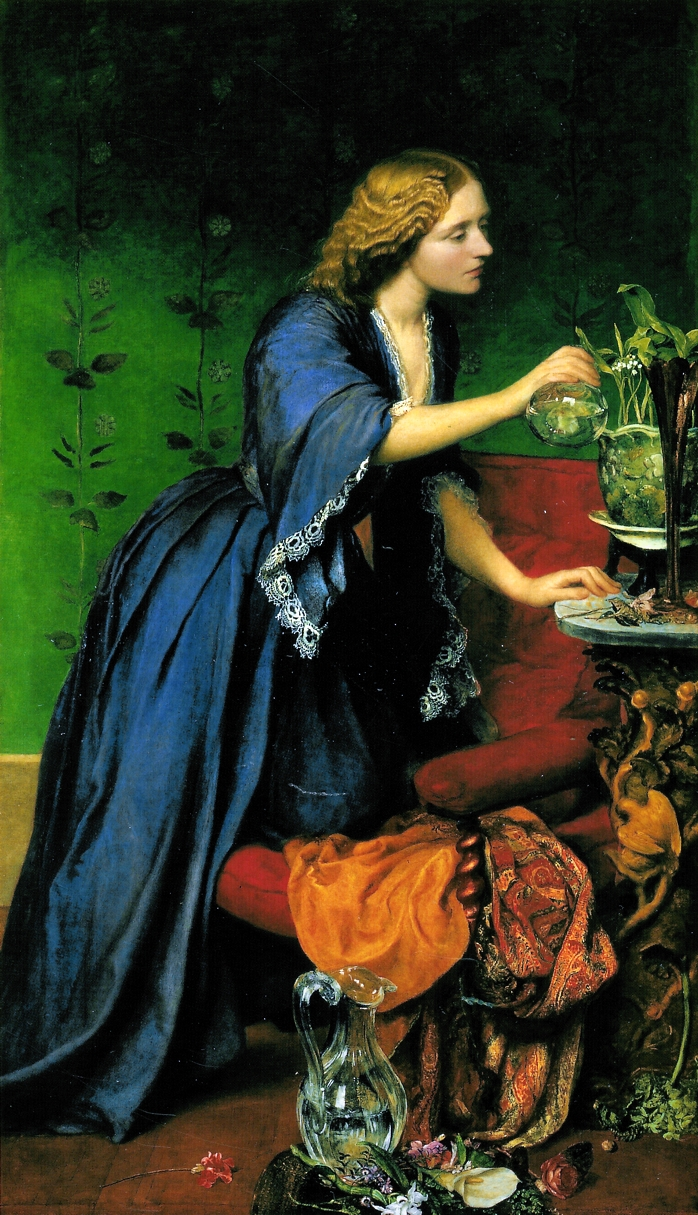
『ジェーン・ナッソー・シニア』1858年頃
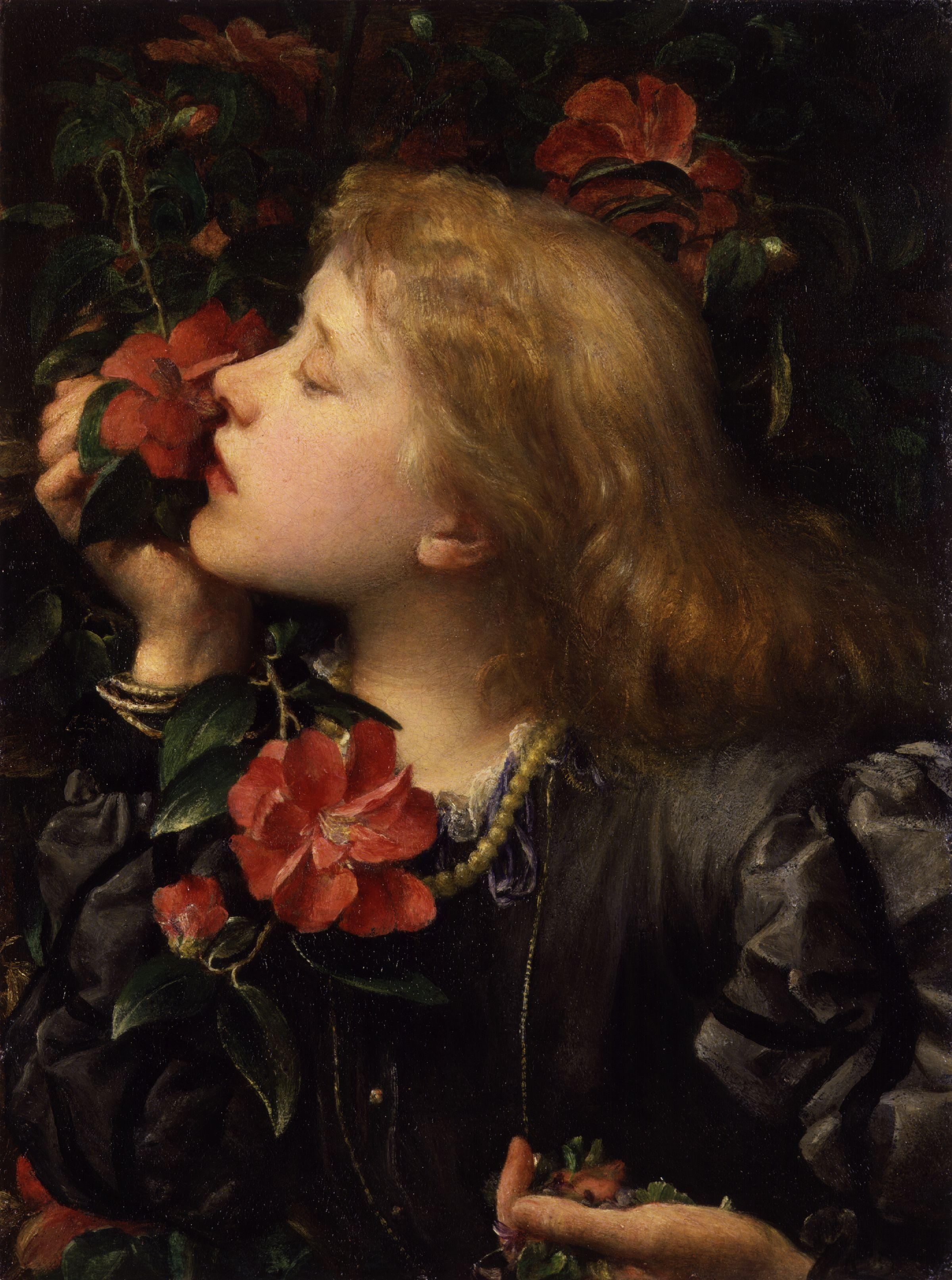
『エレン・テリー（選択）』1864年頃
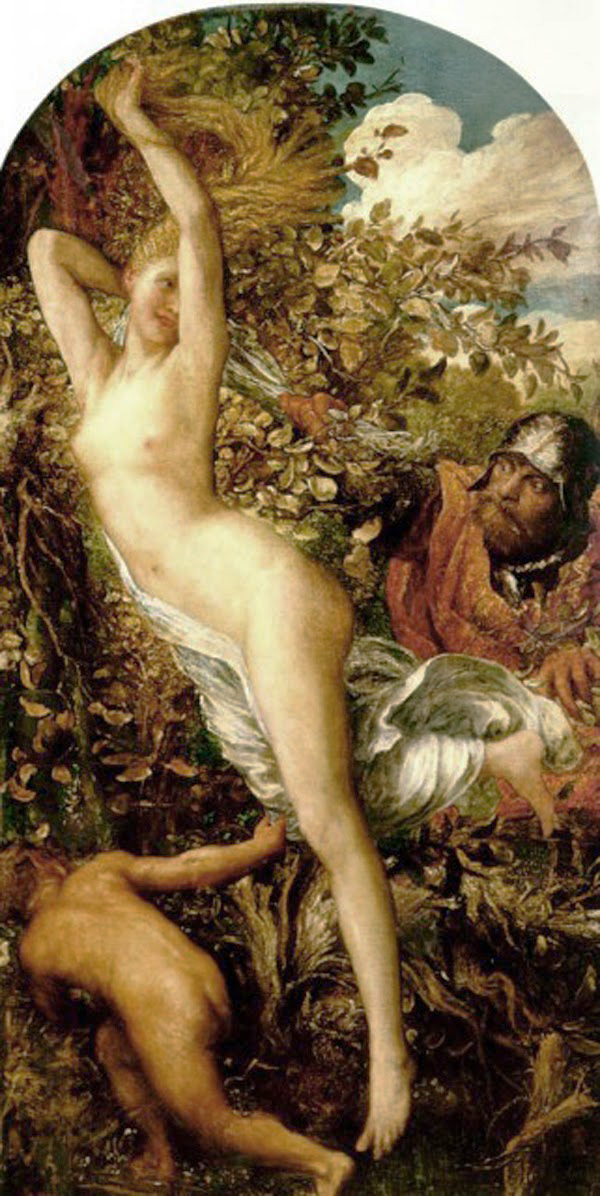
『ファタ・モルガナ』1865年
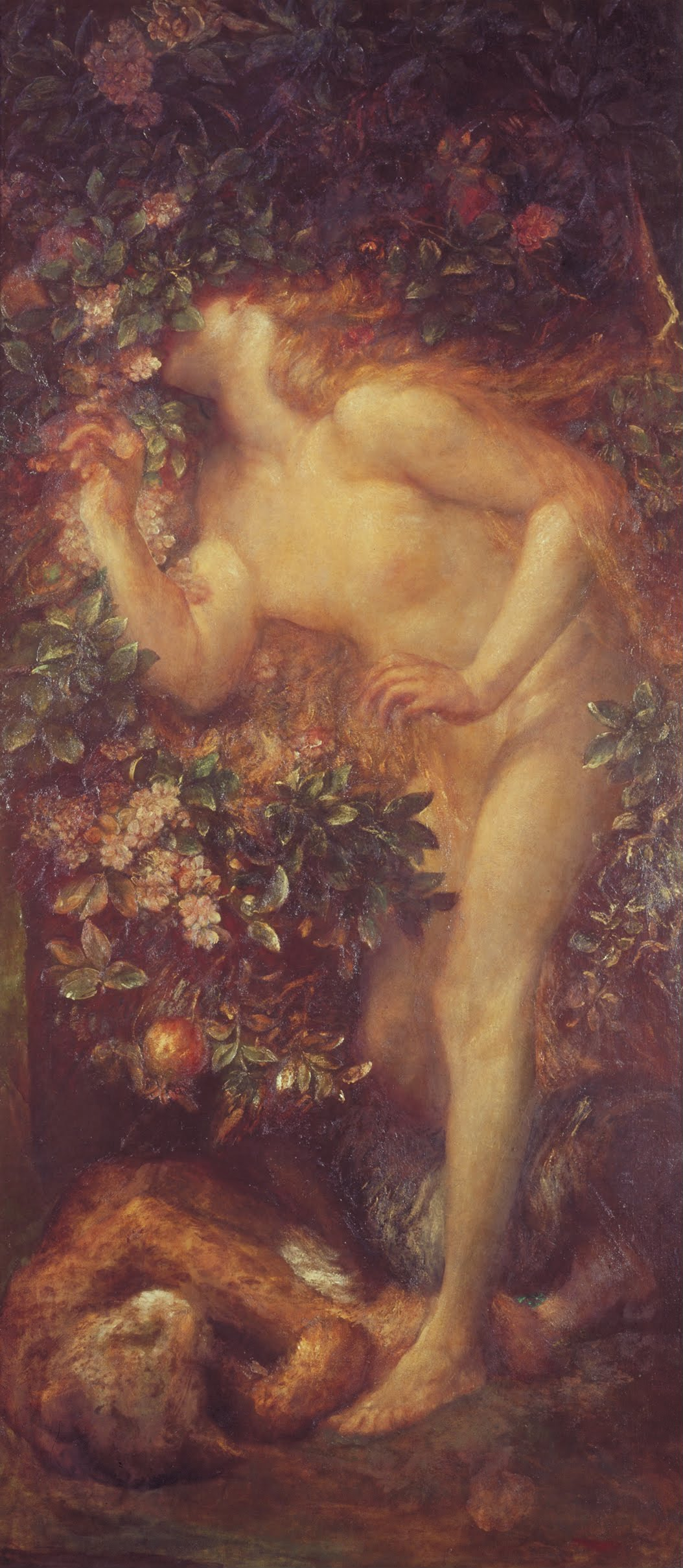
『イヴの誘惑』1868年
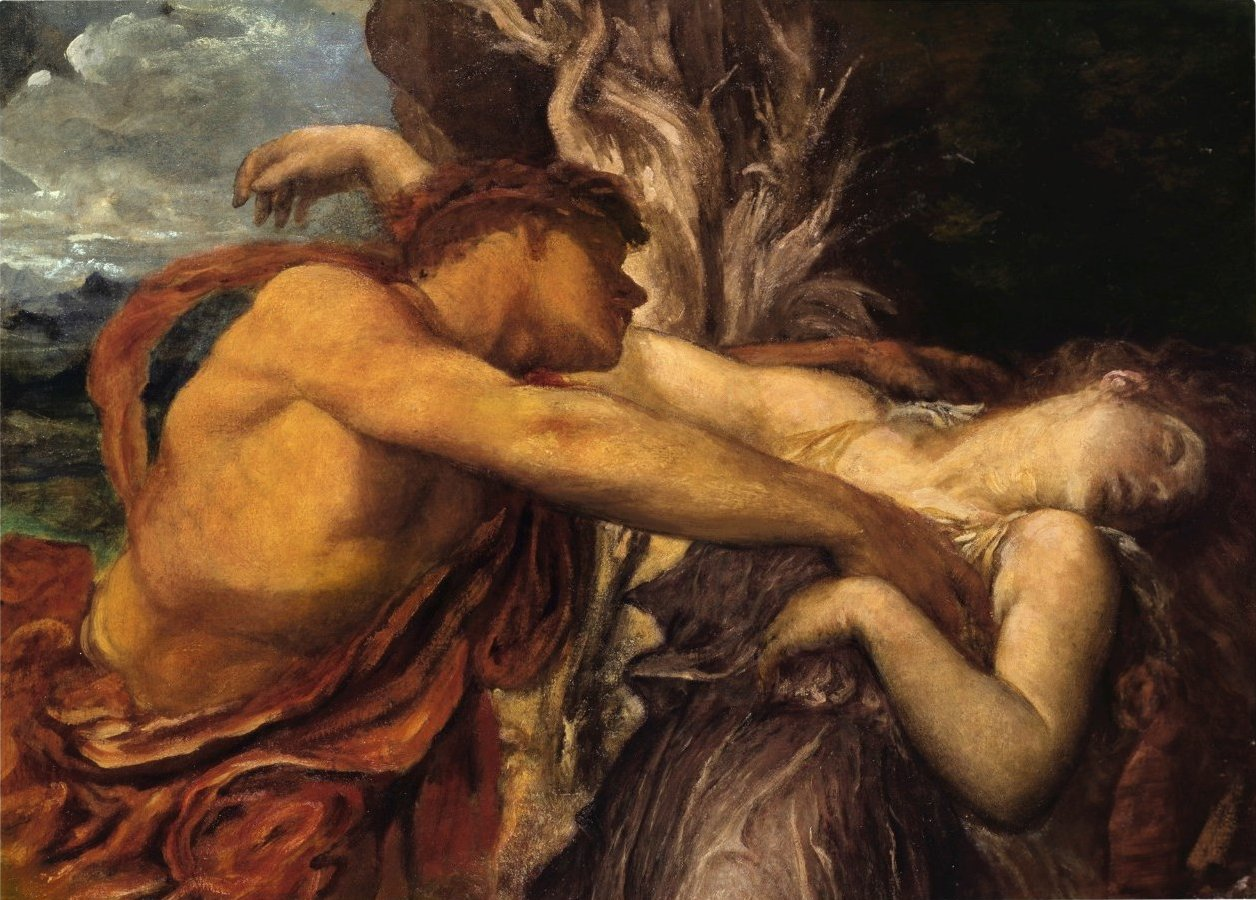
『オルフェウスとエウリュディケ』1870年頃
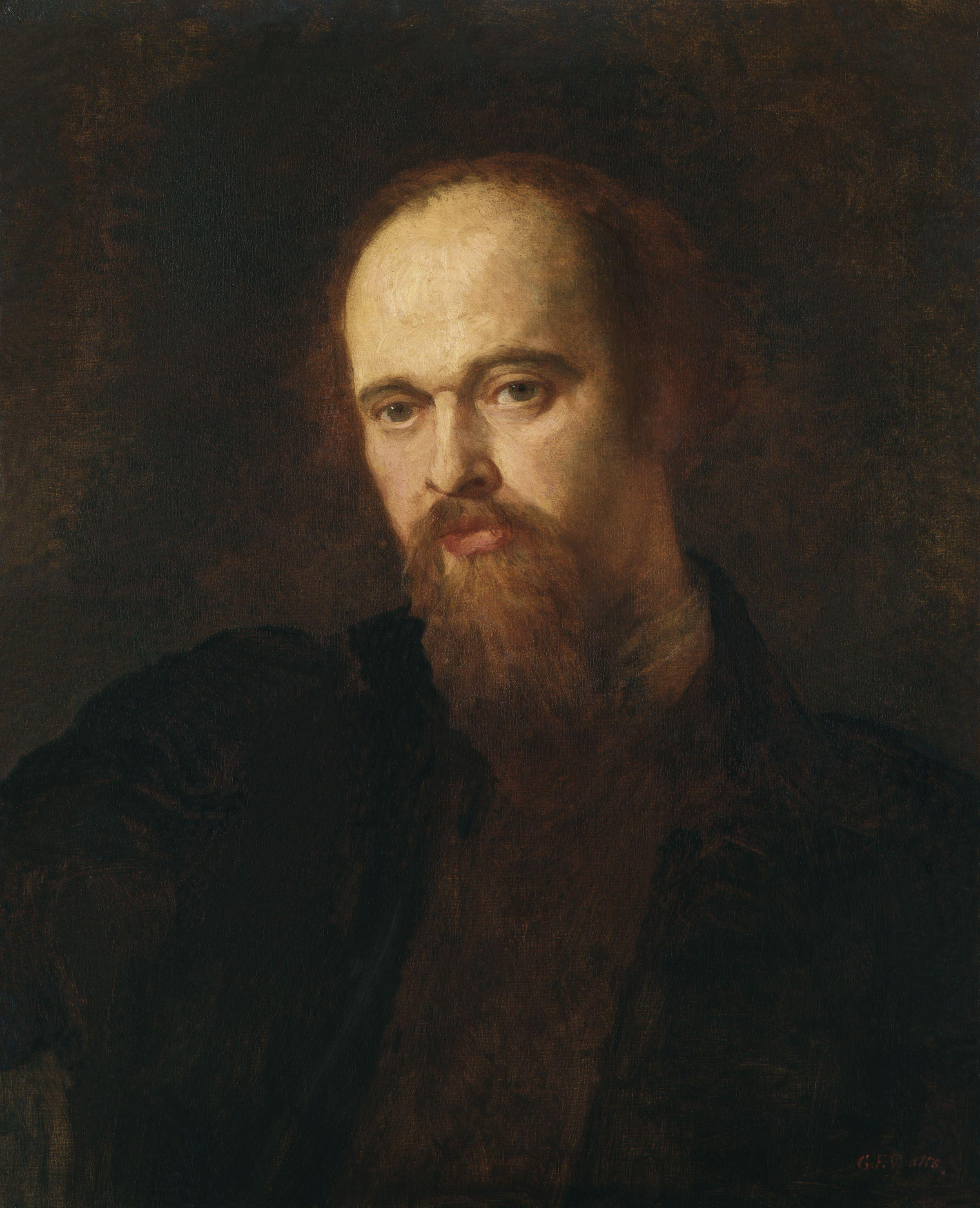
『ダンテ・ゲイブリエル・ロセッティ』1871年頃
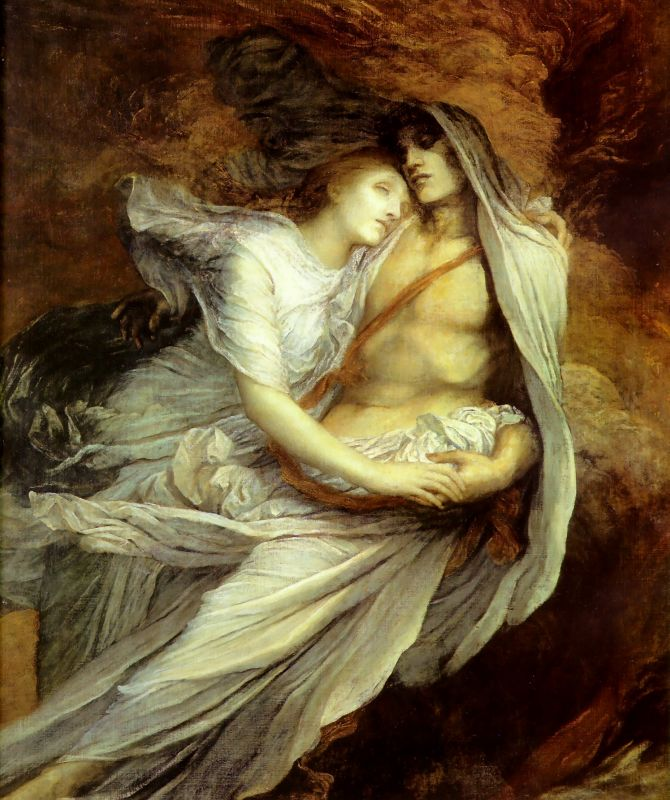
『パオロとフランチェスカ』1872年
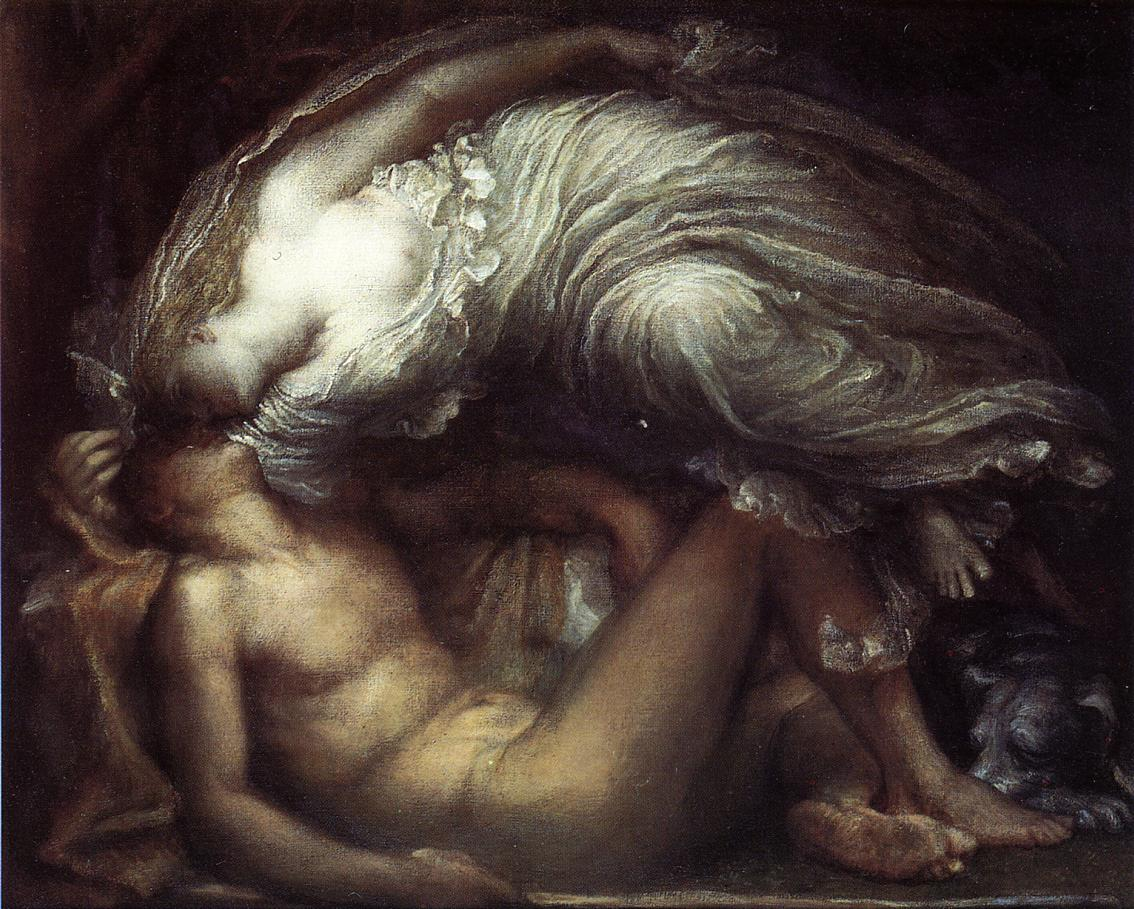
『エンデュミオン』1872年
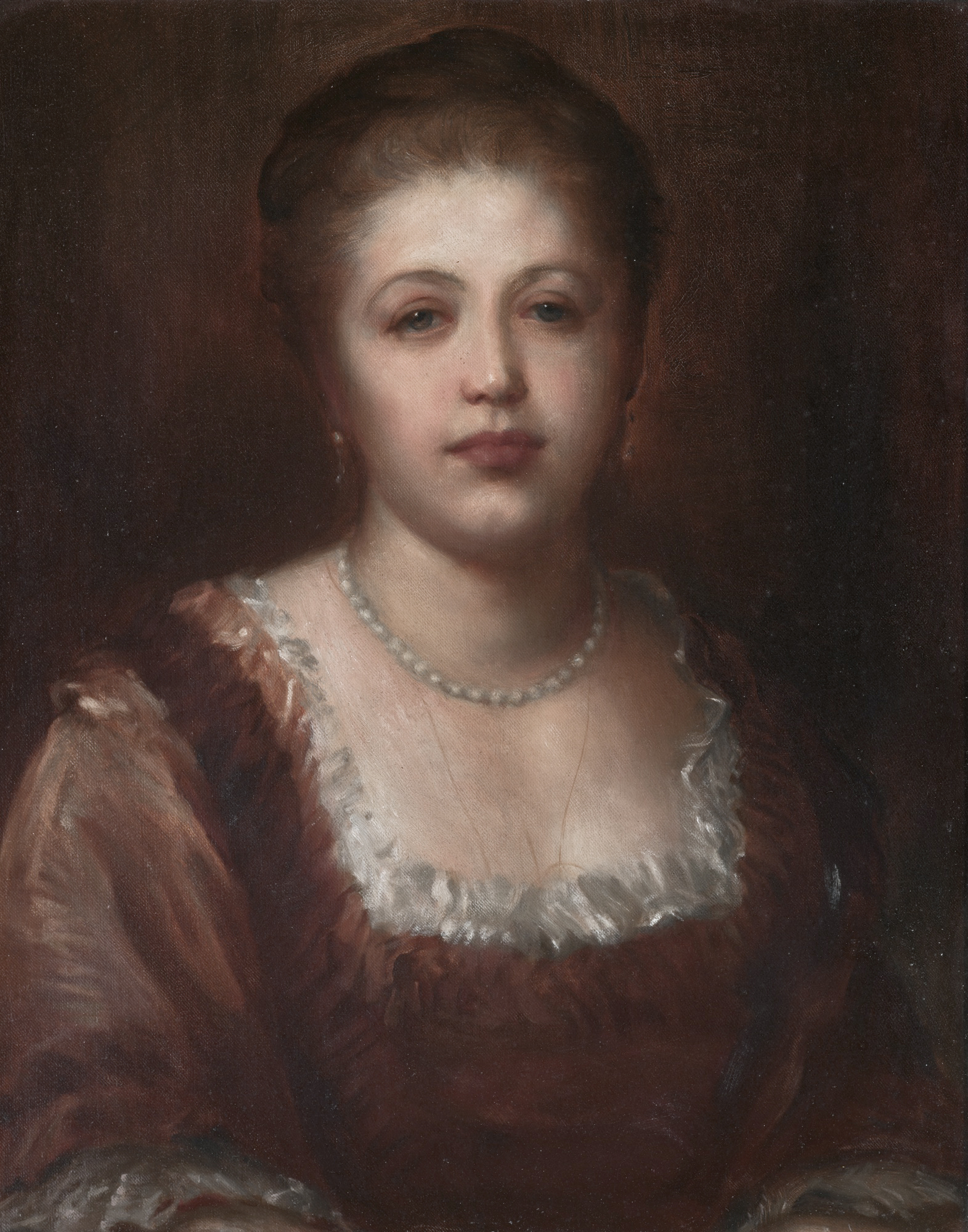
『ローズベリー伯爵夫人ハンナ・プリムローズの肖像』1874年
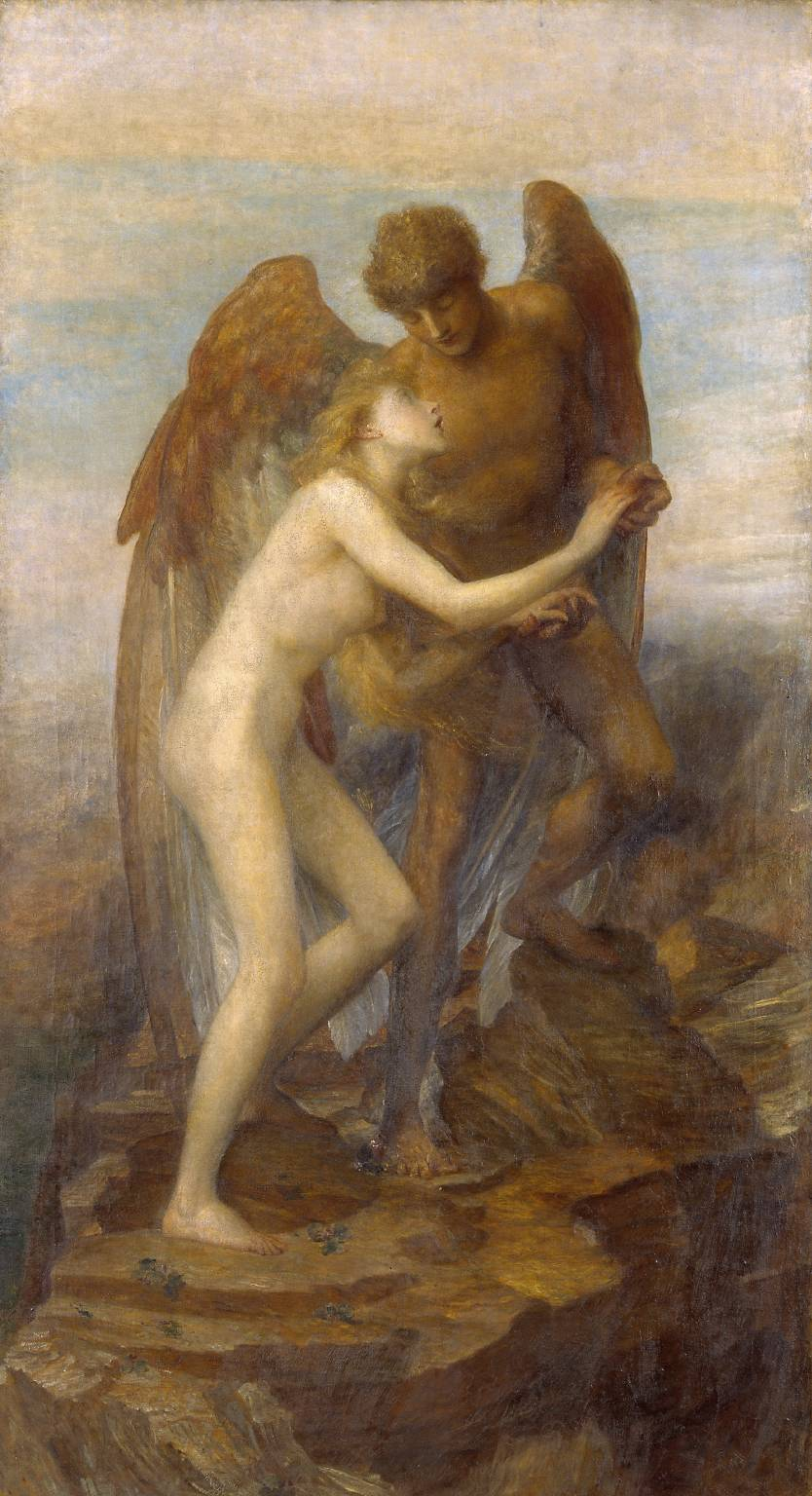
『愛と生』1885年頃
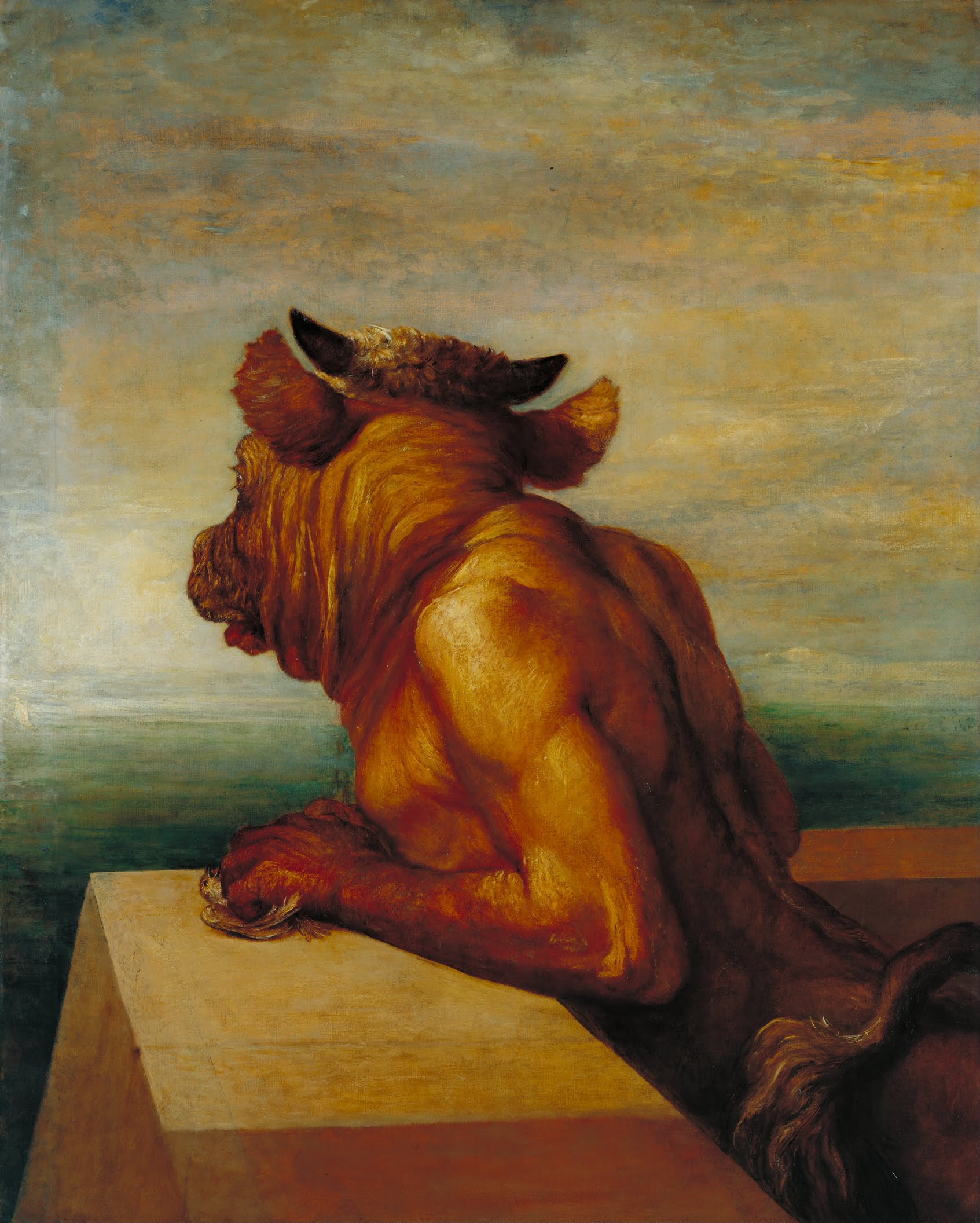
『ミノタウロス』1885年
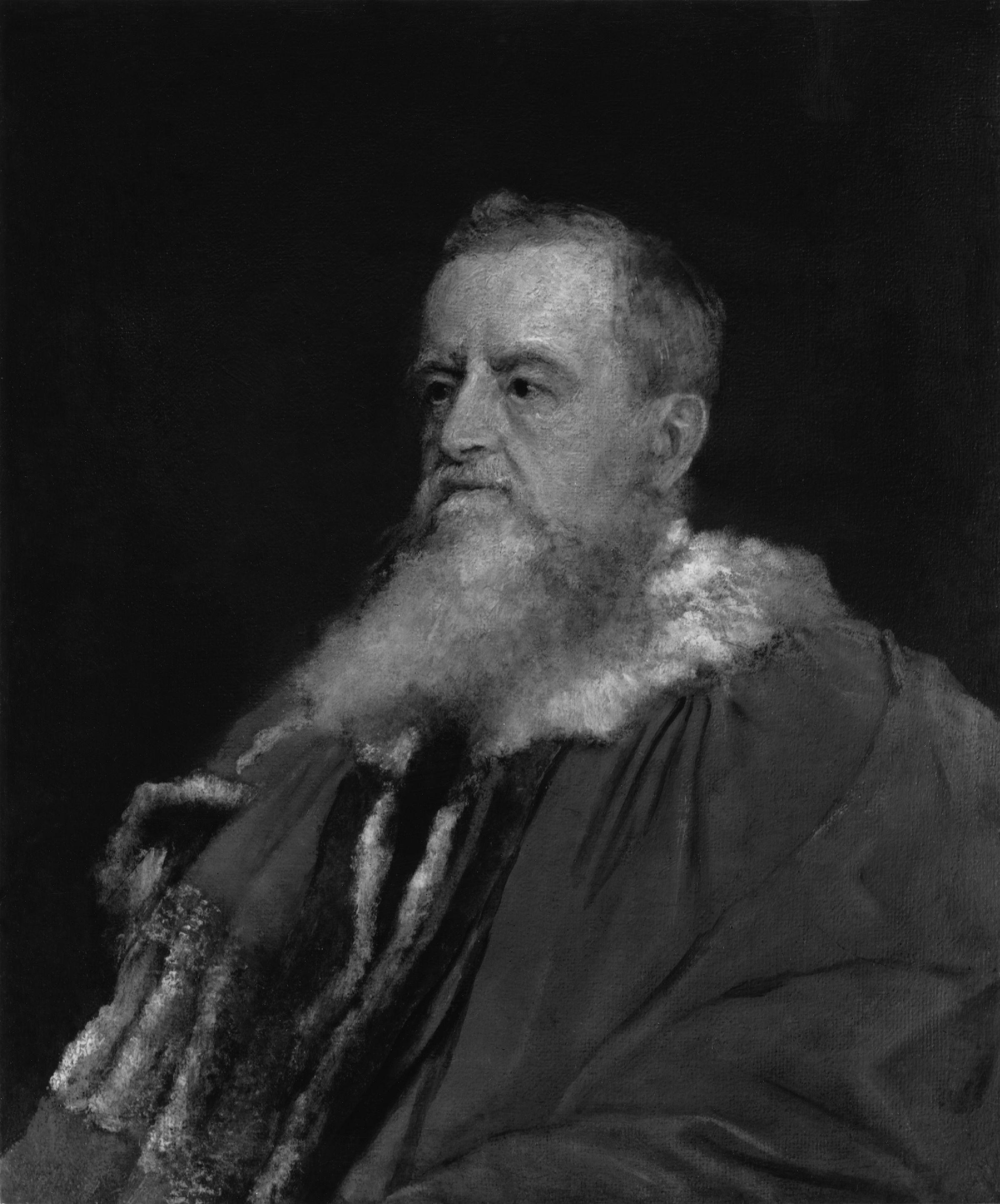
『初代リポン侯爵ジョージ·ロビンソン』1895年
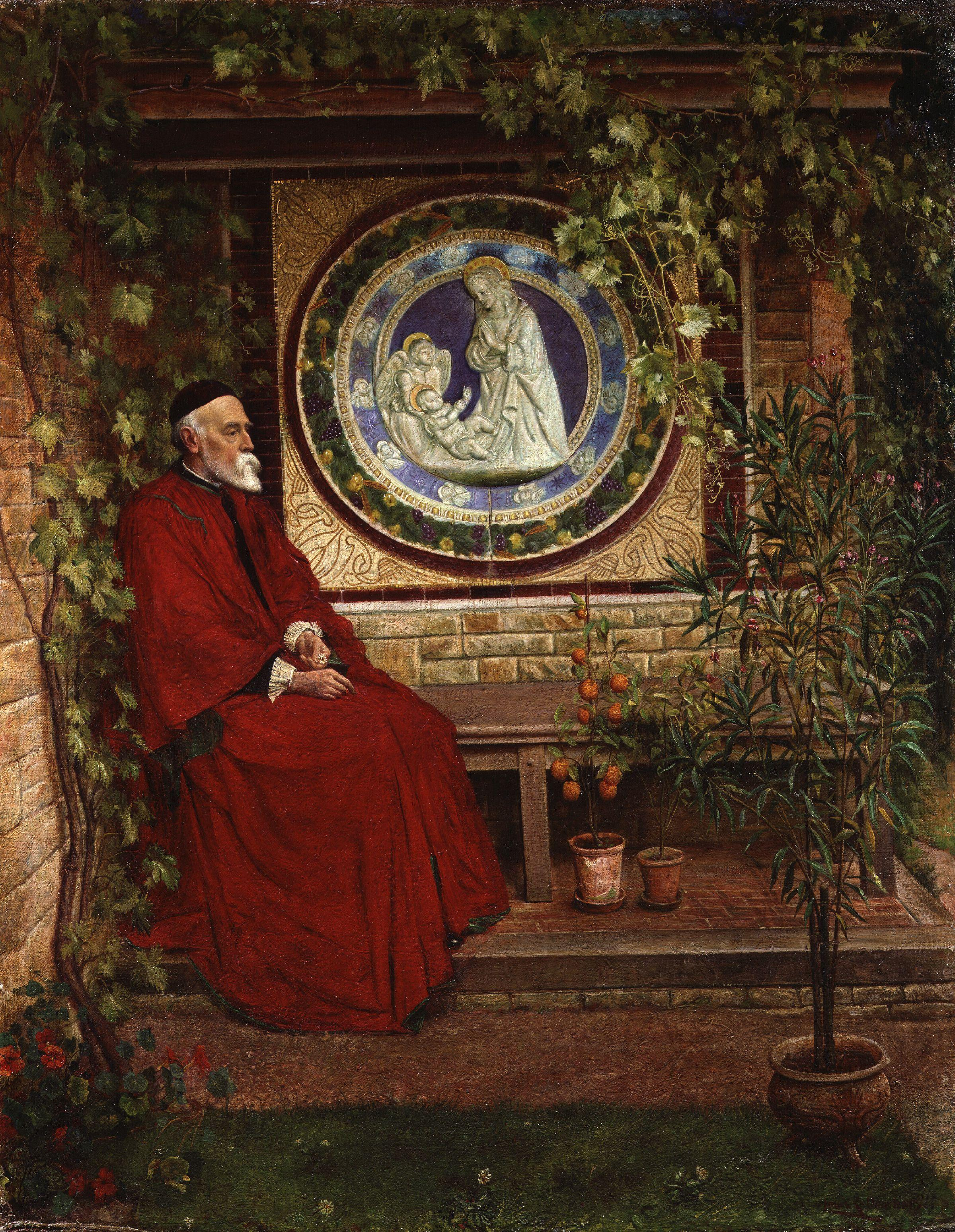
『ルネサンス・フィレンツェ様式の服を着たフレデリック・ワッツ』1899年
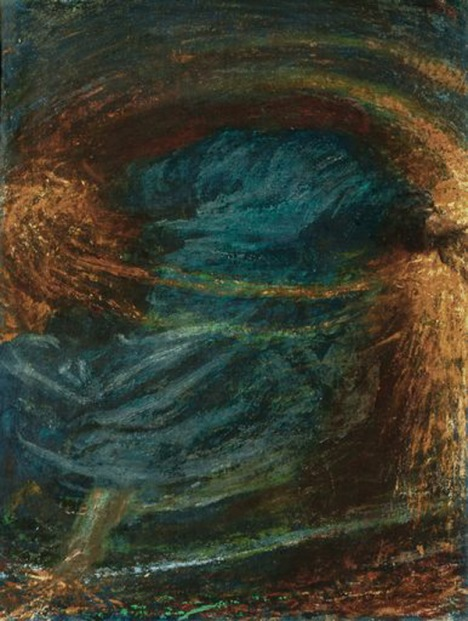
『The Sower of the Systems』1902年
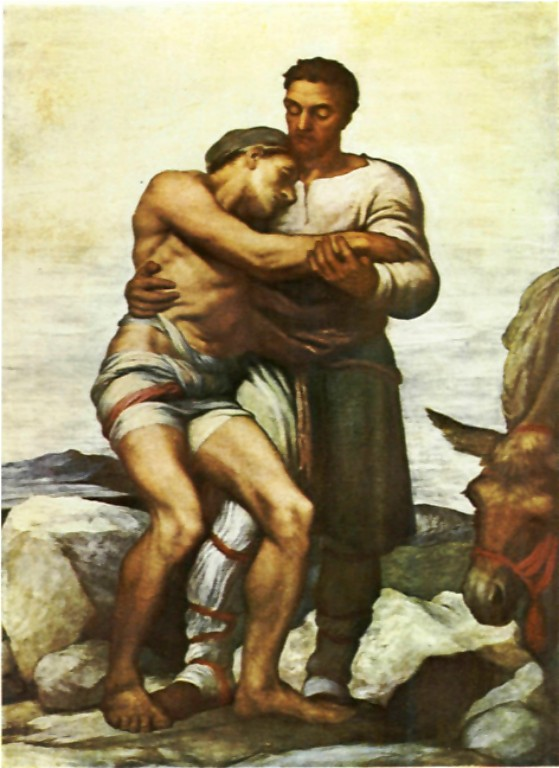
『良きサマリア人の寓話』1904年以前
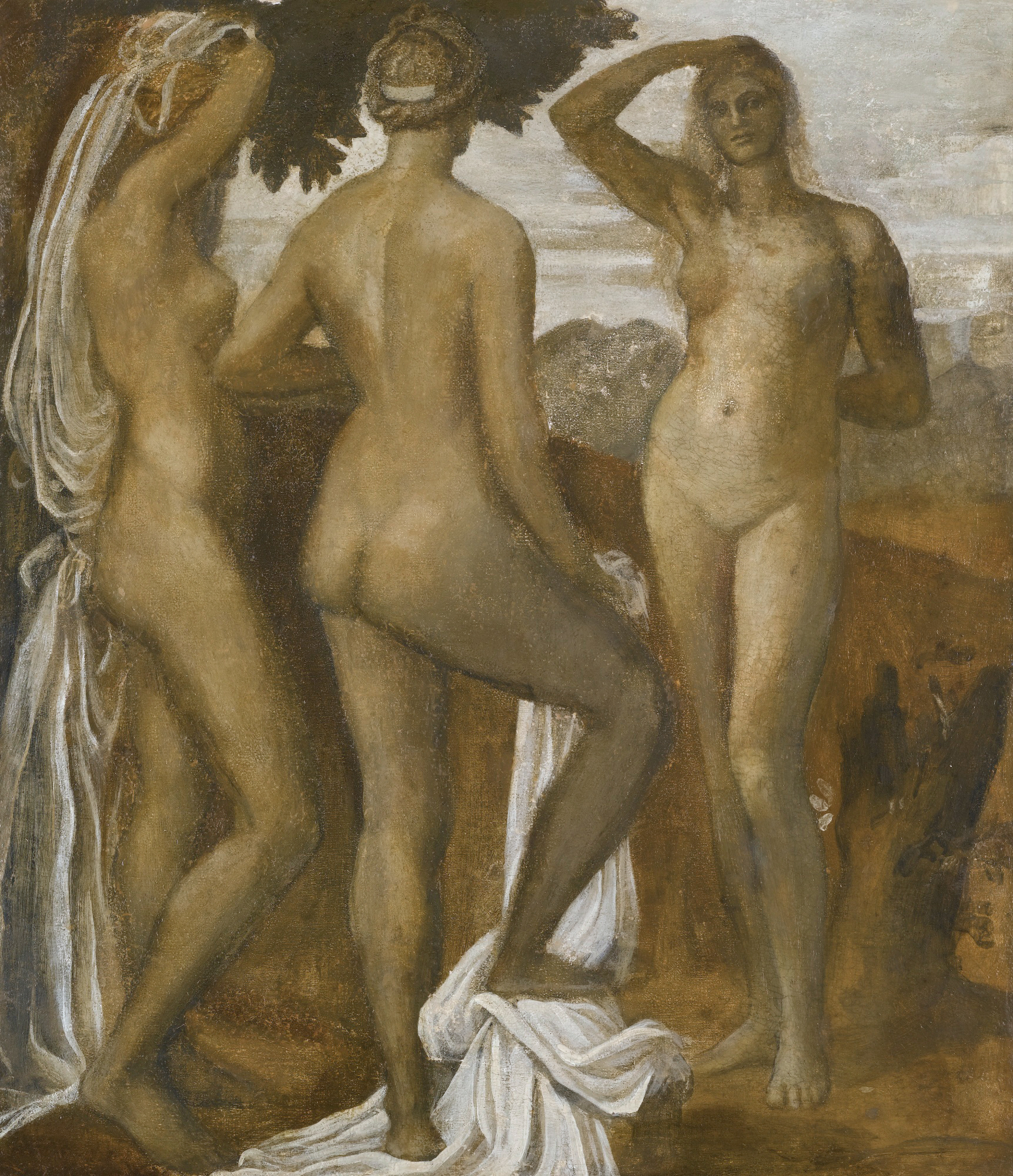
『パリスの審判』制作年不明